# Oleúde José Ribeiro
Oleúde José Ribeiro (Conselheiro Pena, 19 september 1966), ook wel Capitão (kapitein) genoemd, is een voormalig Braziliaans voetballer.

## Biografie
Capitão begon zijn carrière bij Cascavel en maakte in 1988 de overstap naar Portuguesa, de vierde club van São Paulo. In 1994 trok hij naar het Japanse Verdy Kawasaki, maar keerde na één seizoen terug naar Portuguesa, waarmee hij in 1996 de tweede plaats behaalde in de Série A, het beste resultaat ooit voor de club. In 1998 ging hij naar São Paulo FC en won daar het Campeonato Paulista mee. Een jaar later speelde hij voor Grêmio waarmee hij het Campeonato Gaúcho won. Na nog enkele omzwervingen beëindigde hij zijn carrière bij Portuguesa. 